# Nick Stone
Pour les articles homonymes, voir Stone.
Nick Stone est un écrivain britannique de thriller et de roman policier, né à Cambridge le 31 octobre 1966.

## Biographie
Son père, l'historien Norman Stone de l'Université de Cambridge, est mieux connu pour avoir été l'un des conseillers du premier ministre britannique Margaret Thatcher. Sa mère est originaire de Haïti, pays où Nick Stone est envoyé, encore bébé, jusqu'en 1970, auprès de ses grands-parents qui entretiennent des relations étroites avec le régime dictatorial de François Duvalier. 
En 1989, il reçoit son diplôme en Histoire de l'Université de Cambridge, puis exerce divers petits emplois avant de se consacrer à l'écriture. Pendant son temps libre, il pratique en amateur la boxe anglaise. Il a commencé à pratiquer ce sport dès l'enfance, à Haïti, car les autres enfants lui cherchaient des noises à cause de sa couleur de peau. Il a pratiqué la boxe en poids welters et en poids super-welters. Son grand-père maternel était boxeur en France avant la Seconde Guerre mondiale.
Il retourne pour de nombreux courts séjours dans les Antilles. Son premier roman, Tonton Clarinette, a d'ailleurs pour toile de fond la politique haïtienne des trente dernières années.

## Œuvre
- Tonton Clarinette[2], Gallimard, coll. « Série noire », 2008 ((en) Mr Clarinet, 2006), trad. Marie Ploux et Catherine Cheval, 606 p.  (ISBN 978-2-07-078237-6)Réédition, Gallimard, coll. « Folio policier » no 579, 2010 - Prix SNCF du polar 2009
- Voodoo Land[3], Gallimard, coll. « Série noire », 2011 ((en) King of Swords, 2007), trad. Samuel Todd, 591 p.  (ISBN 978-2-07-012790-0)Réédition, Gallimard, coll. « Folio policier » no 683, 2013
- Cuba libre, Gallimard, coll. « Série noire », 2013 ((en) Voodoo Eyes, 2011), trad. Samuel Todd, 512 p.  (ISBN 978-2-07-013645-2)Réédition, Gallimard, coll. « Folio policier » no 772, 2015
- Le Verdict, Gallimard, coll. « Série noire », 2018 ((en) The Verdict, 2014), trad. Frédéric Hanak, 709 p.  (ISBN 978-2-07-014550-8)Réédition, Gallimard, coll. « Folio policier » no 901, 2020

## Prix et distinctions
- Prix CWA Ian Fleming Steel Dagger 2006 pour Tonton Clarinette
- Prix Macavity 2007 du meilleur premier roman pour Mr Clarinet
- Prix SNCF du polar 2009 pour Tonton Clarinette